# Just Dance 2022
Pour les articles homonymes, voir Just Dance.
Just Dance 2022 est un jeu vidéo de rythme développé par Ubisoft Paris et édité par Ubisoft, sorti le 4 novembre 2021 sur les consoles PlayStation 4, Xbox One, PlayStation 5, Xbox Series, Nintendo Switch et Google Stadia. Il s'agit du treizième volet principal de la série Just Dance.

## Description du jeu
Comme dans les précédentes opus, les joueurs doivent imiter le coach de l'écran pour une chanson choisie, marquant des points en fonction de leur exactitude. L'objectif de Just Dance est de danser, en suivant les mouvements des danseurs (on peut aussi s'aider des pictogrammes permettant de prévisualiser les mouvements).
La détection des mouvements se fait :
- grâce à la Kinect sur Xbox,
- grâce à la PlayStation Camera sur PS4,
- grâce à la PlayStation Move sur PS4,
- grâce au paire de Joy-Con détachés de la console sur Nintendo Switch,
- grâce à son smartphone sur Google Stadia, PS4, PS5, Xbox One, Xbox Series, Nintendo Switch

## Liste des titres
Le service Just Dance Unlimited, disponible sur les consoles des 8e et 9e génération, permet aux joueurs d'accéder à plus de 500 chansons issues des opus précédents, ainsi que des contenus exclusifs.
La liste ci-dessous propose les chorégraphies qui apparaissent dans Just Dance 2022.
| Chanson                                       | Artiste(s)                                        | Année | Danseur(s)   |
| --------------------------------------------- | ------------------------------------------------- | ----- | ------------ |
| À la Folie                                    | Julien Granel ft. Léna Situations                 | 2021  | ♀️           |
| Baianá                                        | Bakermat                                          | 2019  | ♂️           |
| Believer                                      | Imagine Dragons                                   | 2017  | ♂️♂️         |
| Black Mamba                                   | aespa                                             | 2020  | ♀️♀️♀️       |
| BOOMBAYAH                                     | BLACKPINK                                         | 2016  | ♀️♀️♀️♀️     |
| Boss Witch                                    | Skarlett Klaw (Doja Cat)                          | 2020  | ♀️           |
| Build A B****                                 | Bella Poarch                                      | 2021  | ♀️           |
| Buttons                                       | The Pussycat Dolls ft. Snoop Dogg                 | 2006  | ♀️♀️♀️       |
| Chacarron                                     | El Chombo                                         | 2006  | ♂️           |
| Chandelier                                    | Sia                                               | 2014  | ♀️           |
| China                                         | Anuel AA, Daddy Yankee, Karol G, Ozuna & J Balvin | 2019  | ♀️♂️♂️       |
| Don't Go Yet                                  | Camila Cabello                                    | 2021  | ♀️♀️♂️♂️     |
| Flash Pose                                    | Pabllo Vittar ft. Charli XCX                      | 2019  | ♀️♀️♀️       |
| Freed from Desire                             | Gala                                              | 1996  | ♀️           |
| Funk                                          | Meghan Trainor                                    | 2020  | ♂️♂️         |
| Girl Like Me                                  | Black Eyed Peas ft. Shakira                       | 2020  | ♂️-♀️-♀️- ♂️ |
| Good 4 U                                      | Olivia Rodrigo                                    | 2021  | ♀️           |
| Happier Than Ever                             | Billie Eilish                                     | 2021  | ♀️           |
| HUMAN                                         | Sevdaliza                                         | 2016  | ♀️           |
| I'm Outta Love                                | Anastacia                                         | 2000  | ♀️           |
| Jerusalema                                    | Master KG ft. Nomcebo Zikode                      | 2019  | ♂️♂️♀️♂️     |
| Jopping                                       | SuperM                                            | 2019  | ♂️♂️♂️       |
| Judas                                         | Lady Gaga                                         | 2011  | ♀️           |
| Last Friday Night (T.G.I.F.)                  | Katy Perry                                        | 2011  | ♀️           |
| Level Up                                      | Ciara                                             | 2018  | ♀️♀️♀️       |
| Levitating                                    | Dua Lipa                                          | 2020  | ♀️           |
| Love Story (Taylor’s Version)                 | Taylor Swift                                      | 2021  | ♀️♂️         |
| Mood                                          | 24kGoldn ft. iann dior                            | 2020  | ♂️♂️         |
| Mr. Blue Sky                                  | The Sunlight Shakers (Electric Light Orchestra)   | 1977  | ♂️           |
| Nails, Hair, Hips, Heels (Just Dance Version) | Todrick Hall                                      | 2019  | ♂️           |
| Pop/Stars                                     | K/DA, (G)I-DLE, Madison Beer ft. Jaira Burns      | 2018  | ♀️♀️♀️♀️     |
| Poster Girl                                   | Zara Larsson                                      | 2021  | ♀️           |
| Save Your Tears (Remix)                       | The Weeknd ft. Ariana Grande                      | 2021  | ♂️♀️         |
| Smalltown Boy                                 | Bronski Beat                                      | 1984  | ♂️           |
| Stop Drop Roll                                | Ayo & Teo                                         | 2021  | ♀️♂️♀️♂️     |
| Sua Cara                                      | Major Lazer ft. Anitta & Pabllo Vittar            | 2017  | ♂️           |
| Think About Things                            | Daði Freyr (Daði & Gagnamagnið)                   | 2020  | ♂️           |
| Rock Your Body                                | Justin Timberlake                                 | 2003  | ♂️           |
| Run the World (Girls)                         | Beyoncé                                           | 2011  | ♀️♀️♀️       |
| You Can Dance                                 | Chilly Gonzales                                   | 2010  | ♂️           |
| You Make Me Feel (Mighty Real)                | Sylvester                                         | 1978  | ♂️           |